# Henri Zagwijn

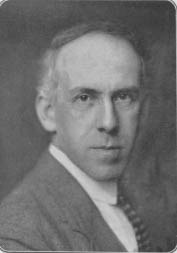
Henri Zagwijn ca. 1923

Henri Zagwijn (Nieuwer-Amstel, 17 juli 1878 - Den Haag, 23 oktober 1954) was een Nederlands componist. Zagwijn componeerde voornamelijk subtiele kamermuziek, en had een bijzondere interesse in de harp als instrument.
Zagwijn groeide op in Rotterdam, waar hij zijn eerste baan kreeg, als onderwijzer in een lagere school. Als musicus is hij autodidact, met de hulp van zijn oudere broer Jules die violist is aan het Rotterdams symfonisch orkest. Een eerste succes behaalt Zagwijn in 1912 met een gedicht uit 1797 van Johann Wolfgang von Goethe, "Der Zauberlehrling" als ballade uit te werken voor tenor, bariton, koor en orkest. Bij zijn eerste composities voelt hij zich niet thuis bij de gevestigde Nederlandse muziekuitgeverijen. Om die reden richtte hij in 1910 mee "De nieuwe muziekhandel" op, een eigen muziekuitgeverij, in de vorm van een coöperatieve vereniging, met onder meer Marius Brandts Buys jr. en Alphons Diepenbrock als collega-bestuurders. In 1915 sluit Zagwijn zich aan bij de Antroposofische Vereniging. Van onderwijzer wordt hij in 1916 hoofdleraar aan de Toonkunst Muziekschool te Rotterdam, wat hij tot 1931 zou blijven, en aanvullend van 1924 tot 1941 leraar in Den Haag aan de Waalsdorperweg, aan de antroposofisch geïnspireerde oudste Vrije School van Nederland. 
Sem Dresden, Daniel Ruyneman en Zagwijn richten in 1918 de Vereniging voor Moderne Muziek op. In 1921 wekt zijn lezing Hedendaagse stromingen in de muziek die hij hield in Rotterdam belangstelling. In 1925 publiceert hij Muziek in het licht der antroposofie. Zijn medewerking aan het "Geïllustreerd muzieklexicon" Mr. G. Keller en Philip Kruseman uit 1932 maakte van hem een veel geciteerd muziekkenner. Zijn liefde voor Claude Debussy blijkt uit zijn boek Debussy uit 1941.
Na de Tweede Wereldoorlog wordt Zagwijn voorzitter van het Genootschap van Nederlandse Componisten en maakt hij deel uit van de eerste bestuursraad van de Stichting Donemus. Hij overlijdt op zesenzeventigjarige leeftijd. 

## Composities
- 1912: "Der Zauberlehrling", ballade voor tenor, bariton, koor en orkest
- 1926: "Musik zur Eurythmie" voor piano
- 1932: "Strijksextet"
- 1937: "Morgenzang", een vocalise voor sopraan en ensemble
- 1938: "Vom Jahreslauf" voor koor en orkest, op tekst van Rudolf Steiner
- 1939: "Concertante" voor piano en orkest
- 1941: "Concertante" voor fluit en orkest
- 1941: "Mystère" voor harp en piano
- 1946: "Concertante" voor piano en orkest
- 1948: "Concerto" voor harp en orkest
- 1949: "Ballade" voor harp